# Стенжиця (гміна, Картузький повіт)
Гміна Стенжиця (пол. Gmina Stężyca) — сільська гміна у північній Польщі. Належить до Картузького повіту Поморського воєводства.
Станом на 31 грудня 2011 у гміні проживало 9673 особи.

## Територія
Згідно з даними за 2007 рік площа гміни становила 160.30 км², у тому числі:
- орні землі: 53.00%
- ліси: 30.00%

Таким чином, площа гміни становить 14.31% площі повіту.

## Населення
Станом на 31 грудня 2011:
| Опис     | Загалом | Загалом | Чоловіки | Чоловіки | Жінки | Жінки |
| -------- | ------- | ------- | -------- | -------- | ----- | ----- |
| одиниця  | осіб    | %       | осіб     | %        | осіб  | %     |
| все      | 9673    | 100     | 4899     | 50.65    | 4774  | 49.35 |
| міське   | 0       | 100     | 0        |          | 0     |       |
| сільське | 9673    | 100     | 4899     | 50.65    | 4774  | 49.35 |

## Сусідні гміни
Гміна Стенжиця межує з такими гмінами: Картузи, Косьцежина, Сераковіце, Сомоніно, Суленчино, Хмельно.